# Christian Warolin
Christian Warolin, né le 12 septembre 1921 à Vincennes et mort le 24 juillet 2018 à Poitiers, est un pharmacien, un chercheur et un historien français.

## Biographie

### Enfance et formation
Christian Warolin est né à Vincennes le 12 septembre 1921. Il suit l'enseignement secondaire au Lycée Lakanal à Sceaux puis son projet d'une école d'ingénieur, contrarié par la Seconde Guerre mondiale, est remplacé par des études supérieures en pharmacie. Le 11 juillet 1946 il est reçu pharmacien et cette même année il est diplômé en phytopharmacie par la Faculté de pharmacie de Paris et réussit le concours d'internat en pharmacie des Hôpitaux de Paris.

### Pharmacien à chercheur
Il débute comme interne à l'hôpital de la Salpêtrière, puis il passe en 1947 dans le service du professeur René Hazard à l'hôpital de l'Hôtel-Dieu. Celui-ci remarque des qualités qui font qu'il le prend comme assistant pour son laboratoire de Pharmacologie à la Faculté de pharmacie de Paris. En parallèle il est, en 1948, chargé de conférences de biologie à l'École pratique des hautes études. En 1949, il est reçu, en premier rang, au concours de l'inspection des établissements classés, dangereux, insalubres ou incommodes , à la direction de l'hygiène et de la sécurité de la Préfecture de police de Paris. Deux personnages vont être importants : Pierre Chabrier, chercheur au Centre national de la recherche scientifique (CNRS), avec qui il va travailler sur les « composés organo-soufrés », et le professeur Raymond Delaby. Ce dernier le prend en 1951 comme chef de travaux en pharmacotechnie ce qui lui permet de poursuivre ses recherches et d'obtenir suffisamment de résultats pour qu'il ambitionne de les présenter dans le cadre d'une thèse de doctorat. Pour rendre ce projet réalisable il réussit en 1952 une licence ès sciences à la Faculté des sciences de Paris ce qui lui permet de préparer sa thèse, de doctorat ès sciences « Contribution à l'étude des dithiocabamales N-disubstitués de B-mercaptoéthyle », qu'il soutient avec succès en mars 1955. Rapidement il présente, en section sciences physiques, le concours de l'agrégation des Facultés de pharmacie où il est reçu admissible le 27 mai 1955.
Au lieu d'entreprendre la carrière d'enseignant universitaire que sa réussite lui permet d'envisager il se réoriente. En 1960, il est nommé « expert analyste agréé pour le contrôle des spécialités pharmaceutiques » et il va en parallèle avoir des fonctions dans des laboratoires privés de l'industrie pharmaceutique. Il débute comme conseiller scientifique dans plusieurs établissements avant d'être recruté en 1971, pour un poste de directeur de recherches, par le « groupe Jouillé », qu'il conserve lors de l'évolution du groupe en « Métabio-Jouillé ». Après la fusion avec Synthélabo en 1980, il est promu « directeur-assistant du directeur général de la recherche » de l'ensemble du groupe. Il prend sa retraite le 1er janvier 1988,.

### Chercheur en histoire de la pharmacie
Dès le début des années 1980, Christian Warolin a cherché à acquérir les compétences lui permettant d'effectuer des recherches sur l'histoire de la pharmacie et notamment pour la période couvrant les XVIe et XVIIe siècles. Pour cela il débute par des études de paléographie, puis entreprend sous la direction de Jean Meyer, professeur émérite à l'Université Paris Sorbonne-Paris IV, la préparation d'un diplôme d'études approfondies (DEA) dans le domaine de l'histoire moderne et contemporaine. Dans ce cadre il fait de nombreuses recherches centrées sur son sujet « Le cadre de vie professionnel et familial des apothicaires de Paris au XVIIe siècle ». Le 30 juin 1988, sois quelques mois après son départ à la retraite, il passe avec succès l'épreuve à l'Université Paris-Sorbonne,.
Les années suivantes Christian Warolin effectue nombre d'études historiques, qui sont pour la plupart publiées dans la Revue d'histoire de la pharmacie, elles font partie de ses travaux de recherche sur l'histoire des pharmaciens de Paris pendant les XVIe et XVIIe siècles qu'il effectue pour la préparation de sa thèse de doctorat « Le cadre de vie professionnel et familial des apothicaires de Paris au XVIIe siècle » toujours sous la direction de Jean Meyer. Le 3 mars 1994, il réussit la soutenance de cette thèse de doctorat d'histoire moderne à l'Université Paris-Sorbonne.

### Décès
Christian Warolin meurt le 24 juillet 2018 à Poitiers.

## Fonctions
- 1982, le 1er décembre élu membre de l'Académie nationale de pharmacie,
- 1982, membre de la Société d'histoire de la pharmacie (SHP),
- 1984, le 13 mai il entre au conseil d'administration de la SHP, comme secrétaire des séances,
- 1988, le 27 novembre il est élu secrétaire général de la SHP,
- 1993, membre de l'Académie des sciences, arts et belles lettres de Touraine,
- 1997, élu président de la SHP.

## Publications

### Scientifiques
- Contribution à l'étude des dithiocarbamates N-disubstitués de ß -mercaptoéthyle, 1955

### Histoire de la pharmacie
Sélection d'études publiées :
- « Les variations du numérotage de la pharmacie de Joseph Pelletier », Revue d'histoire de la pharmacie, nos 281-282,‎ 198, p. 196-201.
- « Joseph Pelletier, membre du Conseil de salubrité de la préfecture de Police de Paris de 1821 à 1842 », Revue d'histoire de la pharmacie, nos 281-282,‎ 1989, p. 202-209.
- « Les membres bienfaiteurs de la Société d'histoire de la pharmacie », Revue d'histoire de la pharmacie, nos 281-282,‎ 1989, p. 279-289.
- avec Henri Bonnemain, « La pharmacie et la Révolution », Le Moniteur des pharmacies et des laboratoires, no 1854,‎ 1989, p. 20-27.
- « Les apothicaires et la maîtrise d'épicerie à Paris : I Deux listes de réception en 1655 et en 1671 », Revue d'histoire de la pharmacie, no 286,‎ 1990, p. 295-302.
- « Les apothicaires et la maîtrise d'épicerie à Paris : II Deux listes de réception en 1717 et en 1722 », Revue d'histoire de la pharmacie, no 287,‎ 1990, p. 402-408.
- « Un testament authentique de Nicolas Houël (5 septembre 1551) », Revue d'histoire de la pharmacie, vol. 82, no 302,‎ 1994, p. 331-341 (lire en ligne)[9].
- « Pierre Frapin, un apothicaire fournisseur de Molière (23 septembre 1640-5 novembre 1714) », Revue d'histoire de la pharmacie, vol. 86, no 318,‎ 1998, p. 187-200 (lire en ligne).
- « Nicolas Houël et Michel Dusseau, apothicaires à Paris au XVIe siècle », Revue d'histoire de la pharmacie, vol. 88, no 327,‎ 2000, p. 319-336 (lire en ligne).
- avec François Bourillet, Jacques Stork et al., L'Académie Nationale de Pharmacie : De 1803 à 2003, Pharmathèmes, 2004, 223 p. (ISBN 978-2-914399-05-0).
- « Étude de la descendance de Moyse Charas, apothicaire, médecin, auteur de la pharmacopée royale galénique et chymique », Revue d'histoire de la pharmacie, vol. 93, no 346,‎ 2005, p. 187-198 (lire en ligne).
- « Armand-Jean de Mauvillain (1620-1685), ami et conseiller de Molière, doyen de la Faculté de médecine de Paris (1666-1668) », Histoire des sciences médicales, t. XIX, no 2,‎ 2005, p. 113-129 (lire en ligne).
- « Armand-Jean de Mauvillain, le jeune (1651-1677), séminariste, docteur-régent de la Faculté de médecine de Paris, et le placet adressé au roi, par Molière, lors de la représentation du Tartuffe, le 5 février 1669 », Dix-septième siècle, no 3,‎ 2006, p. 529-533 (lire en ligne)
- Molière et le monde médical du XVIIe siècle, Paris, Éditions L'Harmattan, 2013, 200 p. (ISBN 978-2-343-01488-3, lire en ligne).